# Tonghŭngsan
L'arrondissement (ou canton) de Tonghŭngsan (hangeul : 동흥산구역 ; hanja : 東興山區域) est l'un des arrondissements (ou cantons) constituant la ville nord-coréenne de Hamhŭng.

## Divisions administratives
L'arrondissement (ou canton) de Tonghŭngsan est composé de seize quartiers (tong) et de deux communes (ri).

### Quartiers
- Haebang (해방동 ; 解放洞)
- Kuhŭng (구흥동 ; 九興洞)
- Mont Tonghŭng (동흥산동 ; 東興山洞), anciennement Panryong (반룡동 ; 盤龍洞)
- Nouvelle-étoile (새별동 ; 새별洞), anciennement Ryongma (룡마동 ; 龍馬洞)
- P'ungho (풍호동 ; 豊湖洞)
- Sinsang (신상동 ; 新上洞)
- Sŏhŭng (서흥동 ; 西興洞)
- Songhŭng (송흥동 ; 松興洞)
- Sŏsang (서상동 ; 西上洞)
- Sŏun-1 (서운1동 ; 西雲1洞)
- Sŏun-2 (서운2동 ; 西雲2洞)
- Tŏksŏng (덕성동 ; 德成洞)
- Unhŭng-1 (운흥1동 ; 雲興1洞)
- Unhŭng-2 (운흥2동 ; 雲興2洞)
- Yangji (양지동 ; 陽地洞), anciennement Chijang (지장동 ; 芝長洞)
- Yŏwi (여위동 ; 余謂洞)

### Villages
- Pumin (부민리 ; 富民里)
- Ryujŏng (류정리 ; 柳亭里)